# Neonectria coronata
Neonectria coronata är en svampart som först beskrevs av Penz. & Sacc., och fick sitt nu gällande namn av Mantiri & Samuels 2001. Neonectria coronata ingår i släktet Neonectria och familjen Nectriaceae.   Inga underarter finns listade i Catalogue of Life.